# Franco Israel
Franco Israel Wibmer (Nueva Helvecia, 22 de abril de 2000) es un futbolista uruguayo que juega de portero en el Torino F. C. de la Serie A.

## Trayectoria
Nacido en Nueva Helvecia, jugó de niño al baloncesto y al fútbol, antes de decantarse por este último, cuando los partidos de los dos equipos a los que representaba empezaron a programarse el mismo día. Comenzó su carrera futbolística en las categorías inferiores del club local Artesano, antes de incorporarse a la cantera del Club Nacional de Football en 2016, trasladándose posteriormente a la ciudad de Montevideo, viviendo en un piso junto a su hermano.
Tras impresionar en la campaña de la Copa Libertadores Sub-20 de 2018, que ganó, el club italiano Juventus de Turín decidió ficharlo el 17 de agosto de 2018, con un contrato de cinco años por un traspaso de 2.2 millones de euros. Debutó como profesional el 28 de septiembre de 2020 en la victoria liguera de la Juventus Next Gen por 2-1 contra el SSD Pro Sesto. El 24 de noviembre, Andrea Pirlo lo convocó al primer equipo para un partido de la Liga de Campeones de la UEFA contra el Ferencvárosi T. C.; finalmente fue convocado otras tres veces en la temporada 2020-21.
El 5 de julio de 2022 firmó un contrato de cinco años con el club portugués Sporting C. P. a cambio de 650 000 euros por el 60% de sus derechos económicos.
El 27 de julio de 2025 se confirmó su vuelta a Italia tras ser traspasado al Torino F. C.

## Selección nacional
Es un ex internacional juvenil de Uruguay. Ha representado a Uruguay en varios torneos como el Campeonato Sudamericano de Fútbol Sub-20 de 2019 y la Copa Mundial de Fútbol Sub-20 de 2019.

Realizó su debut con la selección mayor en 2023, en una amistoso ante Nicaragua.

#### Participaciones en Copas América
| Torneo            | Sede           | Resultado    | Partidos | GC |
| ----------------- | -------------- | ------------ | -------- | -- |
| Copa América 2024 | Estados Unidos | Tercer lugar | 0        | 0  |

### Participaciones con la selección mayor
| Partidos | Partidos  | Partidos  | Partidos            | Partidos              | Partidos    | Partidos | Partidos | Partidos       | Partidos |
| N.º      | Rival     | Resultado | Fecha               | Lugar                 | Competencia | Goles    | Cambio   | DT             | Ref.     |
| -------- | --------- | --------- | ------------------- | --------------------- | ----------- | -------- | -------- | -------------- | -------- |
| 1        | Nicaragua | 4:1       | 14 de junio de 2023 | Montevideo, · Uruguay | Amistoso    | -        | -        | Marcelo Bielsa | -        |
| 2        | Euskadi   | 1:1       | 23 de marzo de 2024 | Bilbao, País Vasco    | Amistoso    | -        | -        | Marcelo Bielsa |          |

## Vida personal
El 1 de enero de 2022 dio positivo en la prueba de COVID-19 en medio de la pandemia en Italia; aunque se recuperó por completo el 10 de enero de 2022.

## Estadísticas

### Clubes
Actualizado al último partido disputado el 29 de enero de 2025.
| Juventus Next Gen · Italia            | 3.ª           | 2020-21       | 20 | 24 | 0  | 0  | —  | —  | 20  | 24  |
| Juventus Next Gen · Italia            | 3.ª           | 2021-22       | 38 | 37 | 1  | 2  | —  | —  | 39  | 39  |
| Juventus Next Gen · Italia            | Total club    | Total club    | 58 | 61 | 1  | 2  | 0  | 0  | 59  | 63  |
| Sporting C. P. Portugal               | 1.ª           | 2022-23       | 3  | 3  | 3  | 1  | 2  | 4  | 8   | 8   |
| Sporting C. P. Portugal               | 1.ª           | 2023-24       | 10 | 7  | 9  | 8  | 4  | 4  | 23  | 19  |
| Sporting C. P. Portugal               | 1.ª           | 2024-25       | 11 | 9  | 3  | 2  | 8  | 12 | 22  | 23  |
| Sporting C. P. Portugal               | Total club    | Total club    | 24 | 19 | 15 | 11 | 14 | 20 | 53  | 50  |
| Total carrera                         | Total carrera | Total carrera | 82 | 80 | 16 | 13 | 14 | 20 | 112 | 113 |
| (1) Hace referencia a goles encajados |               |               |    |    |    |    |    |    |     |     |

## Palmarés

### Títulos nacionales
| Título           | Club           | País     | Año  |
| ---------------- | -------------- | -------- | ---- |
| Primeira Liga    | Sporting C. P. | Portugal | 2024 |
| Primeira Liga    | Sporting C. P. | Portugal | 2025 |
| Copa de Portugal | Sporting C. P. | Portugal | 2025 |

### Títulos internacionales
| Título                   | Club            | País    | Año  |
| ------------------------ | --------------- | ------- | ---- |
| Copa Libertadores Sub-20 | Nacional sub-20 | Uruguay | 2018 |